# Bram van Erkel

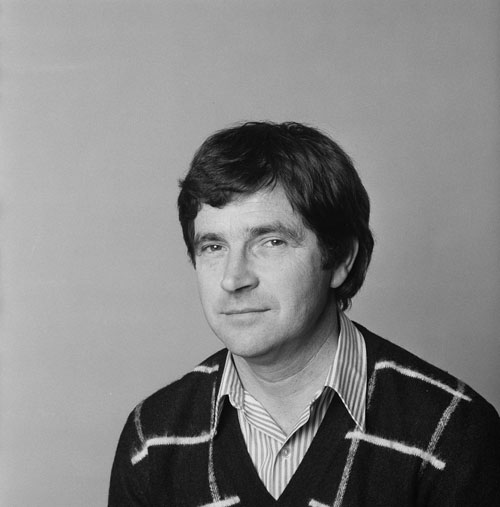
Bram van Erkel (1980)

Bram van Erkel (* 24. Juli 1932 in Rotterdam, Niederlande) ist ein niederländischer Fernsehregisseur, der für die Fernsehsender AVRO, KRO en NCRV bei verschiedenen Produktionen Regie geführt hat. Bekannt wurde er in Deutschland durch die Regie der Kinder-Fernsehserie Q & Q.